# Sorbus rhombifolia
Sorbus rhombifolia là loài thực vật có hoa trong họ Hoa hồng. Loài này được C.J. Qi & K.W. Liu miêu tả khoa học đầu tiên năm 1988.